# ベニー・ブリスコ
ベニー・ブリスコ（Bennie Briscoe、1943年2月8日‐2010年12月28日）はアメリカの男性プロボクサー。ペンシルバニア州フィラデルフィア出身。
最高位は世界ミドル級1位であり、1970年代のミドル級を彩った名選手。カルロス・モンソン（2戦1敗1分）、ロドリゴ・バルデス（3戦3敗）といった強豪と死闘を繰り広げながら、当時のチャンピオンの強さに阻まれ、最後まで世界王座を獲得できなかったことから「無冠の帝王」と呼ばれた。

## 来歴
1966年10月10日、プロデビュー。
1967年3月20日、元世界ウェルター級王者ルイス・マヌエル・ロドリゲスに10回判定負けを喫した。元王者を相手に善戦して名を挙げる。
1967年5月6日、初の海外遠征で後に名王者となるカルロス・モンソンに引き分けに終わった。
1972年11月11日、当時WBA・WBC世界ミドル級王者となっていたカルロス・モンソンに敵地で挑戦。当時圧倒的な強さを誇っていたモンソンを相手に大善戦するが、僅差の15回判定負けを喫した。
1974年5月25日、モンソンから剥奪されたWBC王座をロドリゴ・バルデスと争うが、7回TKO負けを喫した。
1974年5月25日、後のWBA世界ライトヘビー級王者エディ・グレゴリーを10回判定勝ちを収めた。
1974年10月9日、ノンタイトル戦でエミール・グリフィスと対決するが、7回TKO負けを喫した。
1975年8月18日、エミール・グリフィスと再戦し、試合を有利に進めたが引き分けに終わった。
1977年11月5日、モンソンの引退と王座返上によって空白となったWBA・WBC統一王座を再びバルデスと争うが、またもや15回僅差判定負けを喫した。
1978年2月4日、後の世界ミドル級王者ビト・アンツォフェルモに10回判定負けを喫した。
1978年8月24日、若き日のマービン・ハグラーに10回判定負けを喫した。
1982年12月25日、この試合を最後に引退。